# منوچهر اسماعیلی
منوچهر اسماعیلی (۸ فروردین ۱۳۱۸ – ۳۱ مرداد ۱۴۰۱) دوبلور و مدیر دوبلاژ ایرانی بود. او کار دوبله را از سال ۱۳۳۶ با نقش‌های کوتاه آغاز کرد و از سال ۱۳۴۲ دوبله بسیاری از فیلم‌های جهان را به عهده گرفت.

## زندگی
منوچهر اسماعیلی در ۸ فروردین ۱۳۱۸ در کرمانشاه دیده به جهان گشود. او همکلاسی بهروز وثوقی و زهره شکوفنده دختر دایی او بود. در سال ۱۳۳۶ به دلیل علاقه به فعالیت هنری ترک تحصیل کرد و پولی را که به مدرسه برای ورزش داد بود پس گرفت تا در آژانس هنرپیشگان ثبت نام کند و وارد کار تئاتر و سینما شود. اما در کار بازیگری موفق نشد. منوچهر اسماعیلی در سال ۱۳۳۶ از طریق یک آگهی در روزنامه فهمید که موسسه‌ای برای صداگذاری در ایتالیا امتحان می‌گیرد و یک مرد و پنج زن را پذیرش می‌کند. او در این آزمون شرکت کرد و از بین هزاران متقاضی انتخاب شد. کار صداگذاری را از سال ۱۳۳۶ و با گویندگی در نقش‌های کوتاه یا دوم و سوم آغاز کرد. صداگذاری به جای پیتر فالک در فیلم معجزه سیب، و تری توماس در دنیای دنیای دیوانه، دیوانه، دیوانه، دیوانه از نخستین کارهای او هستند. او از سال ۱۳۴۲ مدیریت صداگذاری بسیاری از فیلم‌های بزرگ جهان را بر عهده داشت.
در سال ۱۳۳۸ در فیلم دروازه‌های پاریس با مدیریت صداگذاری علی کسمایی درخشید و اوج کارش را در صداگذاری فیلم بن هور به مدیریت صداگذاری احمد رسول‌زاده در سال ۱۳۴۱ تجربه کرد. گویندگی در فیلم رسالت به جای آنتونی کوئین (حمزه) و فیلم پاپیون به جای استیو مک‌کوئین در زمرهٔ کارهای وی هستند.
اسماعیلی به صحبت کردن به جای چند شخصیت در یک فیلم با صداهای متنوع و تیپ‌گویی (صحبت با صداهای مختلف) شهرت دارد؛ برای نمونه در سریال هزاردستان به کارگردانی علی حاتمی، او به جای شعبان استخوانی با بازی (محمدعلی کشاورز)، رضا تفنگچی با بازی (جمشید مشایخی) و همچنین عزت‌الله انتظامی و جمشید لایق صحبت کرده است.

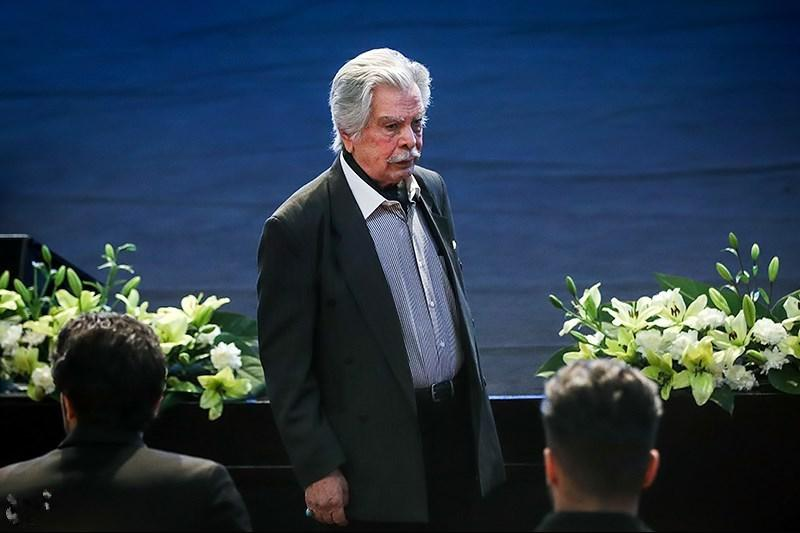
مراسم بزرگداشت منوچهر اسماعیلی در افتتاحیه سی و ششمین دوره جشنواره فیلم فجر

اسماعیلی بسیاری از موفقیت‌هایش را مدیون استادش  علی کسمایی می‌داند؛ به طوری که به دفعات به این مطلب اشاره می‌کند:
من شاگرد استاد کسمایی هستم و ایشان هنر من را در فیلم دروازه‌های پاریس کشف نمودند.

من بخش کوچکی از حاصل عمر علی کسمایی هستم. درود می‌فرستم به تمام هنرمندان که سرمایه‌گذار سینما بودند از عبدالله محمدی، اصغر تفکری، ژاله کاظمی، منوچهر نوذری عبدالله بوتیمار و حسین سرشار و *پاواروتی جهان که درگذشتشان همه را داغدار کرد. سلام به هنرمندان زنده و آنها که پایه‌های سینما بر دوششان است. کسمایی حاصل عمرش، آبرو و حیثیت دوبلاژ ایران است.
او در فیلم توقیف شده محسن مخملباف به نام شب‌های زاینده‌رود در سال ۱۳۶۹ نقش آفرینی نمود.

## مراسم نکوداشت
در اسفند ۱۳۸۸ وزارت ارشاد تصمیم به برپایی مجلسی با عنوان نکوداشت و تقدیر از گویندگان برتر ایران زمین گرفت. پس از دعوت از پیشکسوتان صنعت دوبلهٔ ایران از جمله علی کسمایی، منوچهر اسماعیلی، حسین عرفانی، خسرو خسروشاهی، چنگیز جلیلوند و سایرین، مجلس با تأخیر برپا شد و ناهماهنگی در برنامه‌ریزی اهدای جوایز و سخنرانی‌های طولانی سبب اعتراض اسماعیلی شد. به‌طوری‌که به نشانهٔ اعتراض به همراه بعضی از مدعوین سالن را ترک و مراسم را نیمه‌کاره رها کرد. اصحاب رسانه، مهم‌ترین دلیل رفتار اسماعیلی را اعتراض به حضور گویندگان جوان و ناشناس در جمع حرفه‌ای‌های دوبلاژ عنوان و به این موضوع اشاره می‌نمایند که اسماعیلی معتقد است فعالیت غیرقانونی برخی از این گویندگان تازه‌کار باعث شده کیفیت دوبلاژ در ایران به‌شدت کاهش یابد.
در تاریخ ۱۲ بهمن ۱۳۹۶ در آیین نکوداشت افتتاحیه جشنواره فجر از وی تقدیر به عمل آمد.
۱۳ اسفند ۱۳۸۸ یازدهمین جشن سینمایی و تلویزیونی (دنیای تصویر) میزبان ستارگان سینما و تلویزیون ایران بود. در بخشی از این مراسم که خبرگزاری‌های داخلی از آن تمجید کردند از یک عمر فعالیت منوچهر اسماعیلی با اهدای تندیس زرین حافظ تقدیر شد.

## درگذشت
منوچهر اسماعیلی دوشنبه ۳۱ مرداد ۱۴۰۱ پس از گذشت چند روز از ترخیص از بیمارستان، به دلیل عوارض ناشی از ابتلا به کرونا در خانه شخصی خود درگذشت و در گورستان بهشت سکینه کرج به خاک سپرده شد.

## سوابق کاری
- مدیریت ارشد دوبلاژ بیش از ۲۰۰ فیلم سینمایی و تلویزیونی، سریال‌های تلویزیونی و برنامه‌های رادیویی.
- ایفای نقش در پست دوبلور و گوینده در بیش از ۱۵۰۰ اثر
- نقش آفرینی در فیلم‌های سینمایی
- مدرس فنون و تکنیک‌های گویندگی و مدیریت دوبلاژ
- سرپرست انجمن و رئیس صنف گویندگان ایران

از نقشهای دوبله او می‌توان به موارد زیر اشاره کرد:
| نقش                                   | بازیگر                      | فیلم                                 | نکات                                                                        |
| ------------------------------------- | --------------------------- | ------------------------------------ | --------------------------------------------------------------------------- |
| حمزه                                  | آنتونی کوئین                | رسالت (محمد رسول‌الله)                | ۱۹۷۶ - مصطفی عقاد                                                           |
| پاپیون                                | استیو مک کوئین              | پاپیون                               | ۱۹۷۳                                                                        |
| پیر                                   | هنری فوندا                  | جنگ و صلح                            | ۱۹۵۶ کینگ ویدور                                                             |
| توماس مور                             | پل اسکافیلد                 | مردی برای تمام فصول                  |                                                                             |
| جو                                    | گریگوری پک                  | تعطیلات رومی                         | ۱۹۵۳ - ویلیام وایلر                                                         |
| بن هور                                | چارلتون هستون               | بن هور                               | مدیر دوبلاژ: احمد رسول زاده                                                 |
| ژوژو                                  | پیر براسور                  | دروازه‌های پاریس                      | رنه کلر - دوبله شده در سال ۱۳۳۸ توسط علی کسمایی                             |
| جوی بوی                               | پیتر فالک                   | معجزه سیب                            | ۱۹۶۱ فرانک کاپرا                                                            |
|                                       | پیتر فالک تری توماس         | دنیای دیوانه دیوانه                  | استنلی کریمر                                                                |
|                                       | کرک داگلاس                  | تک خال در حفره                       | ۱۹۵۱ - بیلی وایلدر                                                          |
| کراسوس گراچوس                         | لارنس اولیویه چارلز لاتون   | اسپارتاکوس                           |                                                                             |
|                                       | چارلتون هستون               | نشانی از شر                          | اورسن ولز                                                                   |
|                                       | ژوزف کاتن                   | مرد سوم                              | کارول رید                                                                   |
|                                       | الک گینس                    | لورنس عربستان                        | دوبله اول                                                                   |
|                                       | ژان گابن                    | توهم بزرگ                            |                                                                             |
|                                       | گریگوری پک                  | طلسم شده                             | هیچکاک                                                                      |
| آتیلا                                 | آنتونی کوئین                | آتیلا                                | دوبله اول                                                                   |
| مارک آنتونی                           | مارلون براندو               | جولیوس سزار                          | ۱۹۵۳                                                                        |
| مارک آنتونی                           | ریچارد برتون                | کلئوپاترا                            | دوبله اول - مدیر دوبلاژ: احمد رسول زاده                                     |
| فرانک راس                             | جمیز کاگنی                  | هر بامداد می‌میرم                     | ۱۹۳۹                                                                        |
|                                       | هامفری بوگارت               | گنج‌های سیه را مادره                  | جان هیوستون ۱۹۴۸                                                            |
| دکتر استرنج لاو رئیس‌جمهور افسر مندریک | پیتر سلرز                   | دکتر استرنج لاو                      |                                                                             |
| قاضی هیوود سرهنگ لاسون                | اسپنسر تریسی ریچارد ویدمارک | محاکمه در نورنبرگ                    | ۱۹۶۱                                                                        |
|                                       | اسپنسر تریسی                | آخرین هورا                           |                                                                             |
| سبیل (موسیو)                          | لو جاکوبی                   | ایرما خوشگله                         | فیلمی از بیلی وایلدر                                                        |
| روح پدر هملت                          | ؟                           | هملت                                 | مدیر دوبلاژ: علی کسمایی                                                     |
|                                       | فرانک سیناترا               | ۱۱ یار اوشن                          | ۱۹۶۰                                                                        |
| کاماروفسکی                            | راد استایگر                 | دکتر ژیواگو                          |                                                                             |
| الیور                                 | الیور هاردی                 | پرواز دو نفره                        | ۱۹۳۹                                                                        |
|                                       | ویلیام هولدن                | بازداشتگاه شماره ۱۷                  | ۱۹۵۳                                                                        |
|                                       | جورج پیپارد                 | صبحانه در تیفانی                     |                                                                             |
|                                       | چارلتون هستون               | سیاره میمون‌ها                        | ۱۹۶۸                                                                        |
| شاه لیر                               |                             | شاه لیر                              | کارگردان: گریگوری کوزنتسف                                                   |
| جانسن                                 | ایو مونتان                  | دایره سرخ                            | کارگردان: ژان پیر ملویل                                                     |
| گروهبان سالیوان                       | لی وان کلیف                 | کماندوها (فیلم)                      | ۱۹۶۸                                                                        |
|                                       | دیلیپ کومار                 | قانون                                | ۱۹۸۲ بالیوود                                                                |
| روپرت پاپکین                          | رابرت دنیرو                 | سلطان کمدی                           | ۱۹۸۲                                                                        |
|                                       | دیلیپ کومار                 | مشعل                                 | ۱۹۸۴ بالیوود                                                                |
| درسو اوزالا                           | ماکسیم مونزوک               | درسو اوزالا                          | فیلمی از کوروساوا                                                           |
| دانتون                                | ژرارد دی پاردیو             | دانتون                               | کارگردان: آندره وایدا - ۱۹۸۳ - مدیر دوبلاژ: محمود قنبری                     |
| نیل مک کالی                           | رابرت دنیرو                 | مخمصه                                | ۱۹۹۵ مایکل مان                                                              |
|                                       | مایکل داگلاس                | بازی                                 | فیلمی از دیوید فینچر                                                        |
| مستر بین                              | روان آتکینسون               | بین                                  | ۱۹۹۷                                                                        |
|                                       | جف بریجز                    | کی پکس                               | ۲۰۰۱                                                                        |
| جوکر                                  | هیث لجر                     | شوالیه تاریکی                        | ۲۰۰۸                                                                        |
| جوکر                                  | واکین فینیکس                | جوکر                                 | ۲۰۱۹                                                                        |
| سیلوستر استالونه                      | نقشه فرار                   | ۲۰۱۳                                 |                                                                             |
| رابرت دنیرو                           | کارآموز                     | ۲۰۱۵                                 |                                                                             |
|                                       | رابرت ردفورد                | اژدهای پیت                           | ۲۰۱۶                                                                        |
| تانوس                                 | جاش برولین                  | انتقام جویان: جنگ ابدیت و پایان بازی | ساخت ۲۰۱۸ و ۲۰۱۹ - به کارگردانی آنتونی و جو روسو                            |
| ستوان کلمبو                           | پیتر فالک                   | کلمبو                                | از سال ۱۹۷۱ تا ۱۹۷۸ به‌طور منظم و از سال ۱۹۸۹ تا ۲۰۰۳ به‌طور نامنظم پخش می‌شد. |

شیرشاه (۲۰۱۹) به جای جیمز ارل جونز در نقش موفاسا
تاریکترین لحظات (۲۰۱۷) به جای گری اولدمن در نقش وینستون چرچیل
مجموعه فیلم‌های هری پاتر (۲۰۱۱–۲۰۰۱) به جای ریچارد هریس و مایکل گمبون در نقش آلبوس دامبلدور
| نقش                                        | سال          | بازیگر                                            | فیلم                                 | نکات                                                                          |
| ------------------------------------------ | ------------ | ------------------------------------------------- | ------------------------------------ | ----------------------------------------------------------------------------- |
| جو ویلسون                                  | ۱۹۳۶         | اسپنسر تریسی                                      | خشم                                  |                                                                               |
| ستوان مارشال                               | ۱۹۳۷         | ژان گابن                                          | توهم بزرگ                            |                                                                               |
| گِرگوری                                     | ۱۹۴۴         | شارل بوآیه                                        | چراغ گاز                             | دوبله دوم مدیر دوبلاژ: زهره شکوفنده                                           |
| جان بالانتین                               | ۱۹۴۵         | گریگوری پک                                        | طلسم‌شده                              | مدیر دوبلاژ: سعید شرافت                                                       |
| لوت مکانلز                                 | ۱۹۴۶         | گریگوری پک                                        | جدال در آفتاب                        | دوبله دوم                                                                     |
|                                            | ۱۹۴۷         | آنتونی کوئین                                      | سندباد بحری                          |                                                                               |
| آنتونی کین                                 | ۱۹۴۷         | گریگوری پک                                        | پروندهٔ پاراداین                      | دوبله دوم مدیر دوبلاژ: سعید شرافت                                             |
| فیلیپ شویلر گرین                           | ۱۹۴۷         | گریگوری پک                                        | قرارداد شرافتمندانه                  |                                                                               |
|                                            | ۱۹۴۸         | گریگوری پک                                        | آسمان زرد                            |                                                                               |
| فرد دابز                                   | ۱۹۴۸         | همفری بوگارت                                      | گنج‌های سیرامادره                     |                                                                               |
| هالی مارتینز                               | ۱۹۴۹         | جوزف کاتن                                         | مرد سوم                              |                                                                               |
| جیمی رینگو                                 | ۱۹۵۰         | گریگوری پک                                        | تیرانداز                             | دوبله دوم مدیر دوبلاژ: سعید شرافت                                             |
| داوود                                      | ۱۹۵۱         | گریگوری پک                                        | داوود و بتسابه                       |                                                                               |
| اروین رومل                                 | ۱۹۵۱         | جیمز میسون                                        | روباه صحرا: داستان رومل              | مدیر دوبلاژ: سعید شرافت                                                       |
| کاپیتان هوراشیو                            | ۱۹۵۱         | گریگوری پک                                        | کاپیتان هوراشیو هورنبلوئر            |                                                                               |
| هری                                        | ۱۹۵۲         | گریگوری پک                                        | برف‌های کلیمانجارو                    | مدیر دوبلاژ: سعید شرافت                                                       |
| بواک تاکمن                                 | ۱۹۵۲         | چارلتون هستون                                     | روبی جنتری                           | در ایران: جدال در مرداب مدیر دوبلاژ: سعید شرافت                               |
| ویل کین                                    | ۱۹۵۲         | گری کوپر                                          | ماجرای نیمروز                        | دوبله تلویزیونی مدیر دوبلاژ: محمود قنبری                                      |
| گروهبان جی.جی. سفتون                       | ۱۹۵۳         | ویلیام هولدن                                      | بازداشتگاه شماره ۱۷                  |                                                                               |
| جو بردلی                                   | ۱۹۵۳         | گریگوری پک                                        | تعطیلات رُمی                          | در ایران: شبی در رُم مدیر دوبلاژ: علی کسمایی                                   |
| مارک آنتونی ژولیوس سزار                    | ۱۹۵۳         | مارلون براندو لوئیس کالهرن                        | ژولیوس سزار                          | مدیر دوبلاژ: هوشنگ لطیف‌پور                                                    |
| آتیلا                                      | ۱۹۵۴         | آنتونی کوئین                                      | آتیلا                                | دوبله اول                                                                     |
| تونی وندایس                                | ۱۹۵۴         | ری میلند                                          | ام را به نشانه مرگ بگیر              | در ایران: پلهٔ پنجم                                                            |
| زامپانو                                    | ۱۹۵۴         | آنتونی کوئین                                      | جاده                                 | دوبله دوم مدیر دوبلاژ: خسرو خسروشاهی                                          |
| جانی فرندلی                                | ۱۹۵۴         | لی جی. کاب                                        | در بارانداز                          | دوبله اول مدیر دوبلاژ: محمدعلی زرندی                                          |
| آلبرتو براوانو                             | ۱۹۵۴         | ماریوس گورینگ                                     | کنتس پابرهنه                         | مدیر دوبلاژ: علی کسمایی                                                       |
| اُتِلو                                       | ۱۹۵۵         | سرگئی باندارچوک                                   | اُتِلو                                 | دوبله دوم مدیر دوبلاژ: علی کسمایی                                             |
| جرویس پندلتون                              | ۱۹۵۵         | فرد آستر                                          | بابا لنگ‌دراز                         | مدیر دوبلاژ: فریدون دائمی                                                     |
|                                            | ۱۹۵۵         | آنتونی کوئین                                      | باد وحشی است                         |                                                                               |
|                                            | ۱۹۵۵         | ویلیام هولدن                                      | پیک‌نیک                               | مدیر دوبلاژ: ابوالحسن تهامی                                                   |
| ریچارد شرمن                                | ۱۹۵۵         | تام ایول                                          | خارش هفت‌ساله                         |                                                                               |
| گلن                                        | ۱۹۵۵         | همفری بوگارت                                      | ساعات ناامیدی                        | مدیر دوبلاژ: سعید شرافت                                                       |
| پروفسور مارکوس                             | ۱۹۵۵         | الک گینس                                          | قاتلین پیرزن                         |                                                                               |
| ژنرال بونین                                | ۱۹۵۶         | یول برینر                                         | آناستازیا                            | دوبله دوم                                                                     |
| سلطان سیام                                 | ۱۹۵۶         | یول برینر                                         | پادشاه و من                          | دوبله دوم مدیر دوبلاژ: فریدون دائمی                                           |
| کُنت پی‌یر بزوخوف میخائیل کوتوزوف            | ۱۹۵۶         | هنری فوندا اسکار هومولکا                          | جنگ و صلح                            | دوبله دوم مدیر دوبلاژ: علی کسمایی                                             |
| رامسس دوم                                  | ۱۹۵۶         | یول برینر                                         | ده فرمان                             | دوبله اول مدیر دوبلاژ: ایرج دوستدار                                           |
| ونسان ون گوگ پل گوگن                       | ۱۹۵۶         | کرک داگلاس آنتونی کوئین                           | شور زندگی                            | مدیر دوبلاژ: محمود قنبری                                                      |
| کازیمودو                                   | ۱۹۵۶         | آنتونی کوئین                                      | گوژپشت نتردام                        | دوبله اول                                                                     |
|                                            | ۱۹۵۷         | روسانو براتزی                                     | افسانهٔ گمشدگان                       | دوبله دوم مدیر دوبلاژ: ایرج دوستدار                                           |
| وایات ارپ                                  | ۱۹۵۷         | برت لنکستر                                        | جدال در اوکِی کُرال                    | دوبله اول مدیر دوبلاژ: ایرج دوستدار                                           |
| ژوژو                                       | ۱۹۵۷         | پی‌یر براسور                                       | دروازه‌های پاریس                      | مدیر دوبلاژ: علی کسمایی                                                       |
|                                            | ۱۹۵۷         | جیمز کاگنی                                        | مرد هزار چهره                        | دوبله اول مدیر دوبلاژ: علی کسمایی                                             |
| فرانک                                      | ۱۹۵۸         | اسپنسر تریسی                                      | آخرین هورا                           | دوبله اول، مدیر دوبلاژ: علی کسمایی دوبله دوم، مدیر دوبلاژ: امیرهوشنگ قطعه‌ای   |
| دمیتری                                     | ۱۹۵۸         | یول برینر                                         | برادران کارامازوف                    | مدیر دوبلاژ: سعید شرافت                                                       |
| مایک وارگاس                                | ۱۹۵۸         | چارلتون هستون                                     | نشانی از شر                          | دوبله سوم                                                                     |
| آینار                                      | ۱۹۵۸         | کرک داگلاس                                        | وایکینگ‌ها                            | دوبله دوم مدیر دوبلاژ: ایرج دوستدار                                           |
| جودا بن هور                                | ۱۹۵۹         | چارلتون هستون                                     | بن هور                               | مدیر دوبلاژ: احمد رسول‌زاده                                                    |
|                                            | ۱۹۵۹         | جیمز استوارت                                      | داستان اف‌بی‌آی                        | مدیر دوبلاژ: ابوالحسن تهامی                                                   |
| دکتر فورتوناتی                             | ۱۹۵۹         | پیتر فینچ                                         | داستان راهبه                         | مدیر دوبلاژ: سعید شرافت                                                       |
|                                            | ۱۹۵۹         | گریگوری پک                                        | در ساحل                              | مدیر دوبلاژ: ایرج دوستدار                                                     |
| دکتر کوکروویز                              | ۱۹۵۹         | مونتگومری کلیفت                                   | ناگهان تابستان گذشته                 | دوبله اول مدیر دوبلاژ: علی کسمایی                                             |
|                                            | ۱۹۵۹         | آنتونی کوئین                                      | وارلاک                               |                                                                               |
|                                            | ۱۹۶۰         | لارنس هاروی                                       | آلامو                                | مدیر دوبلاژ: ایرج دوستدار                                                     |
| آناکلتو                                    | ۱۹۶۰         | درک بوگارد                                        | آوازخوان نه آواز                     | مدیر دوبلاژ: سعید شرافت                                                       |
|                                            | ۱۹۶۰         | درک بوگارد                                        | آهنگ بی‌پایان                         | مدیر دوبلاژ: علی کسمایی                                                       |
| کراسوس گراچوس                              | ۱۹۶۰         | لارنس اولیویه چارلز لاتون                         | اسپارتاکوس                           | مدیر دوبلاژ: محمدعلی زرندی                                                    |
| المر گنتری                                 | ۱۹۶۰         | برت لنکستر                                        | المر گنتری                           | دوبله دوم مدیر دوبلاژ: سعید شرافت                                             |
|                                            | ۱۹۶۰         | آنتونی کوئین                                      | بی‌گناهان وحشی                        | در ایران: برف‌های خونین                                                        |
| فرد ریچمن (روان‌پزشک)                       | ۱۹۶۰         | سیمون اوکلند                                      | روانی                                | در ایران: روح مدیر دوبلاژ: ایرج دوستدار                                       |
|                                            | ۱۹۶۰         | پیتر سلرز                                         | میلیونر                              | در ایران: زیبای میلیونر مدیر دوبلاژ: ایرج دوستدار                             |
|                                            | ۱۹۶۰         | یول برینر                                         | هفت دلاور                            | دوبله اول مدیر دوبلاژ: ایرج دوستدار                                           |
| دنی اوشن                                   | ۱۹۶۰         | فرانک سیناترا                                     | ۱۱ یار اوشن                          | در ایران: ۱۱ سارق در لاس‌وگاس مدیر دوبلاژ: محمدعلی زرندی                       |
| برندان اومالی                              | ۱۹۶۱         | کرک داگلاس                                        | آخرین غروب                           | مدیر دوبلاژ: پرویز بهادر                                                      |
| رودریگو دیاز ملقب به اِل سید                | ۱۹۶۱         | چارلتون هستون                                     | اِل سید                               | دوبله اول مدیر دوبلاژ: محمدعلی زرندی                                          |
| باراباس                                    | ۱۹۶۱         | آنتونی کوئین                                      | باراباس                              | دوبله اول، مدیر دوبلاژ: سعید شرافت دوبله دوم، مدیر دوبلاژ: منوچهر اسماعیلی    |
| بشکهٔ مینه‌سوتا                              | ۱۹۶۱         | جکی گلیسون                                        | بیلیاردباز                           | دوبله دوم مدیر دوبلاژ: سعید شرافت                                             |
|                                            | ۱۹۶۱         | گریگوری پک                                        | توپ‌های ناوارون                       | دوبله اول مدیر دوبلاژ: ایرج دوستدار                                           |
|                                            | ۱۹۶۱         | گری کوپر                                          | تیغ برهنه                            |                                                                               |
| روجر دمارست                                | ۱۹۶۱         | ایو مونتان                                        | دوباره خداحافظ                       | در ایران: آیا برامس را دوست دارید؟ مدیر دوبلاژ: ایرج دوستدار                  |
| پل وارجک (فرد)                             | ۱۹۶۱         | جرج پپارد                                         | صبحانه در تیفانی                     | مدیر دوبلاژ: علی کسمایی                                                       |
| پانیس سزار                                 | ۱۹۶۱         | موریس شوالیه شارل بوآیه                           | فانی                                 | مدیر دوبلاژ: محمدعلی زرندی                                                    |
| قاضی هیوود سرهنگ لاسون                     | ۱۹۶۱         | اسپنسر تریسی ریچارد ویدمارک                       | محاکمه در نورنبرگ                    | در ایران: دادگاه نورمبرگ مدیر دوبلاژ: علی کسمایی                              |
| جوی بوی                                    | ۱۹۶۱         | پیتر فالک                                         | معجزهٔ سیب                            | دوبله اول، مدیر دوبلاژ: محمدعلی زرندی دوبله دوم، مدیر دوبلاژ: منوچهر اسماعیلی |
| گنگا                                       | ۱۹۶۱         | دیلیپ کومار                                       | گنگا و جمنا                          |                                                                               |
| رابرت استراد                               | ۱۹۶۲         | برت لنکستر                                        | پرنده‌باز آلکاتراز                    | دوبله دوم                                                                     |
| تاراس بولبا                                | ۱۹۶۲         | یول برینر                                         | تاراس بولبا                          | دوبله دوم                                                                     |
|                                            | ۱۹۶۲         | ویلیام هولدن                                      | جاسوس دوجانبه                        | مدیر دوبلاژ: ایرج دوستدار                                                     |
| کلیو فن وایلن زب راولینگز                  | ۱۹۶۲         | گریگوری پک جرج پپارد                              | چگونه غرب تسخیر شد                   | مدیر دوبلاژ: علی کسمایی                                                       |
| پرنس فیصل                                  | ۱۹۶۲         | الک گینس                                          | لورنس عربستان                        | دوبله اول مدیر دوبلاژ: عطاالله کاملی                                          |
|                                            | ۱۹۶۲         | آنتونی کوئین                                      | مرثیه برای یک سنگین‌وزن               |                                                                               |
| مانوئل آرتیگز وینولاس                      | ۱۹۶۳         | گریگوری پک آنتونی کوئین                           | اسب کهر را بنگر                      | در ایران: گروگان دوبله اول و دوم مدیر دوبلاژ: هوشنگ لطیف‌پور                   |
| سیبیل (موسیو)                              | ۱۹۶۳         | لو جاکوبی                                         | ایرما خوشگله                         | دوبله دوم مدیر دوبلاژ: منوچهر نوذری                                           |
| زاک                                        | ۱۹۶۳         | فرانک سیناترا                                     | چهار نفر عازم تگزاس                  |                                                                               |
|                                            | ۱۹۶۳         | تری توماس پیتر فالک بودی هکت                      | دنیای دیوانه، دیوانه، دیوانه، دیوانه | دوبله اول مدیر دوبلاژ: محمدعلی زرندی                                          |
| مارک آنتونی                                | ۱۹۶۳         | ریچارد برتون                                      | کلئوپاترا                            | دوبله اول مدیر دوبلاژ: احمد رسول‌زاده                                          |
| دون فابریتسیو (شاهزادهٔ سالینا)             | ۱۹۶۳         | برت لنکستر                                        | یوزپلنگ                              | دوبله اول مدیر دوبلاژ: ژاله علو                                               |
| توماس بکت                                  | ۱۹۶۴         | ریچارد برتون                                      | بکت                                  | مدیر دوبلاژ: ایرج دوستدار                                                     |
| مرد بی‌نام                                  | ۱۹۶۴         | کلینت ایستوود                                     | به خاطر یک مشت دلار                  | دوبله اول                                                                     |
|                                            | ۱۹۶۴         | یول برینر                                         | پرواز از آشیا                        | در ایران: پرواز عقاب‌ها مدیر دوبلاژ: ایرج دوستدار                              |
| دکتر استرنج‌لاو رئیس‌جمهور مافلی افسر مندریک | ۱۹۶۴         | پیتر سلرز                                         | دکتر استرنجلاو                       | مدیر دوبلاژ: احمد رسول‌زاده                                                    |
| آنتونی ریچموند                             | ۱۹۶۴         | شون کانری                                         | زن پوشالی                            | مدیر دوبلاژ: ایرج دوستدار                                                     |
| ساندر                                      | ۱۹۶۴         | راج کاپور                                         | سنگام                                | مدیر دوبلاژ: سعید شرافت                                                       |
| روح پدر هملت                               | ۱۹۶۴         | ناشناس!                                           | هملت                                 | مدیر دوبلاژ: علی کسمایی                                                       |
| عیسی مسیح یحیی معمدان                      | ۱۹۶۵         | ماکس فون سیدو چارلتون هستون                       | بزرگ‌ترین داستان عالم                 | مدیر دوبلاژ: علی کسمایی                                                       |
| تام الدر                                   | ۱۹۶۵         | دین مارتین                                        | پسران کتی الدر                       | مدیر دوبلاژ: ایرج دوستدار                                                     |
| ویکتور کاماروفسکی                          | ۱۹۶۵         | راد استایگر                                       | دکتر ژیواگو                          | مدیر دوبلاژ: علی کسمایی                                                       |
| دیوید                                      | ۱۹۶۵         | گریگوری پک                                        | سراب                                 |                                                                               |
| شوالیه                                     | ۱۹۶۵         | چارلتون هستون                                     | سردار جنگ                            |                                                                               |
| چارلی اندرسون                              | ۱۹۶۵         | جیمز استوارت                                      | شناندوا                              | در ایران: گلوله مرزی نمی‌شناسد مدیر دوبلاژ: سعید شرافت                         |
|                                            | ۱۹۶۵         | جرج پپارد                                         | عملیات کراسبو                        | مدیر دوبلاژ: علی کسمایی                                                       |
| کید شلین تیم استراون                       | ۱۹۶۵         | لی ماروین                                         | کت بالو                              |                                                                               |
| جیمز باند                                  | ۱۹۶۵         | شان کانری                                         | گلولهٔ آتشین                          | عنوان اصلی: تندربال                                                           |
| پروفسور فیت مکس                            | ۱۹۶۵         | جک لمون پیتر فالک                                 | مسابقهٔ بزرگ                          | دوبله اول                                                                     |
|                                            | ۱۹۶۶         | والتر ماتائو                                      | شیرینی شانس                          |                                                                               |
| پروفسور دیوید پالوک                        | ۱۹۶۶         | گریگوری پک                                        | عربسک                                | مدیر دوبلاژ: سعید شرافت                                                       |
|                                            | ۱۹۶۶         | آنتونی کوئین                                      | فرمان گم‌شده                          | مدیر دوبلاژ: خسرو خسروشاهی                                                    |
| ابراهیم                                    | ۱۹۶۶         | جرج سی. اسکات                                     | کتاب آفرینش                          | مدیر دوبلاژ: احمد رسول‌زاده                                                    |
| شاه‌بندر                                    | ۱۹۶۶         | هربرت لوم                                         | گامبیت                               | در ایران: دلقک مدیر دوبلاژ: سعید شرافت                                        |
| سِر تامس مور                                | ۱۹۶۶         | پل اسکافیلد                                       | مردی برای تمام فصول                  | دوبله دوم مدیر دوبلاژ: خسرو خسروشاهی                                          |
| مارک تاکری                                 | ۱۹۶۷         | سیدنی پوآتیه                                      | تقدیم با عشق                         | مدیر دوبلاژ: علی کسمایی                                                       |
| دکتر جان پرنتیس                            | ۱۹۶۷         | سیدنی پوآتیه                                      | حدس بزن چه کسی برای شام می‌آید        | مدیر دوبلاژ: احمد رسول‌زاده                                                    |
| ویرجیل تیبز بیل گیلسپی                     | ۱۹۶۷         | سیدنی پوآتیه راد استایگر                          | در گرمای شب                          | دوبله اول و دوم                                                               |
|                                            | ۱۹۶۷         | آنتونی کوئین                                      | ساعت بیست و پنج                      |                                                                               |
| شام                                        | ۱۹۶۷         | دیلیپ کومار                                       | رام و شام                            | دوبله اول                                                                     |
|                                            | ۱۹۶۷         | آنتونی کوئین                                      | فراری عصیان‌گر                        |                                                                               |
|                                            | ۱۹۶۸         | هنری فوندا                                        | روزی روزگاری در غرب                  | دوبله دوم                                                                     |
| جورج تیلور                                 | ۱۹۶۸         | چارلتون هستون                                     | سیارهٔ میمون‌ها                        |                                                                               |
| لاکوتا                                     | ۱۹۶۸         | آنتونی کوئین                                      | کفش‌های ماهیگیر                       | مدیر دوبلاژ: ابوالحسن تهامی                                                   |
|                                            | ۱۹۶۹         | آنتونی کوئین                                      | راز سانتا ویتوریا                    |                                                                               |
| دکتر زِد                                    | ۱۹۶۹         | ایو مونتان                                        | زِد                                   | مدیر دوبلاژ: سعید شرافت                                                       |
|                                            | ۱۹۶۹         | جیم براون                                         | صد اسلحه                             | مدیر دوبلاژ: عطاءالله کاملی                                                   |
| ژانسن                                      | ۱۹۷۰         | ایو مونتان                                        | دایرهٔ سرخ                            | دوبله اول                                                                     |
| الیور کرامول چارلز یکم انگلستان            | ۱۹۷۰         | ریچارد هریس الک گینس                              | کراموِل                               |                                                                               |
| آنتونیو                                    | ۱۹۷۰         | مارچلو ماسترویانی                                 | گل آفتابگردان                        | مدیر دوبلاژ: خسرو خسروشاهی                                                    |
| ناپلئون بناپارت                            | ۱۹۷۰         | راد استایگر                                       | واترلو                               |                                                                               |
| ساباتا                                     | ۱۹۷۰         | آنتونی استفن                                      | ساباتا وارد می‌شود                    |                                                                               |
|                                            | ۱۹۷۱         | چارلتون هستون                                     | اُمگا من                              | در ایران: آخرین مرد روی زمین                                                  |
| شاه لیر                                    | ۱۹۷۱         | یوری یاروت                                        | شاه لیر                              | مدیر دوبلاژ: علی کسمایی                                                       |
| مکبث                                       | ۱۹۷۱         | جان فینچ                                          | مکبث                                 | مدیر دوبلاژ: علی کسمایی                                                       |
| ستوان کُلُمبو                                | ۱۹۷۱ تا ۱۹۷۸ | پیتر فالک                                         | ستوان کلمبو                          | مجموعهٔ تلویزیونی                                                              |
| مارک آنتونی                                | ۱۹۷۲         | چارلتون هستون                                     | آنتونی و کلئوپاترا                   | مدیر دوبلاژ: منوچهر اسماعیلی                                                  |
| فیلیپ مایکل سانتوره                        | ۱۹۷۲         | ایو مونتان                                        | حکومت نظامی                          | مدیر دوبلاژ: علی کسمایی                                                       |
|                                            | ۱۹۷۲         | آنتونی کوئین                                      | در طول خیابان ۱۱۰                    |                                                                               |
| سزار                                       | ۱۹۷۲         | ایو مونتان                                        | سزار و رُزالی                         |                                                                               |
| آنری شاریر با نام مستعار «پاپیون»          | ۱۹۷۳         | استیو مک‌کوئین                                     | پاپیون                               | مدیر دوبلاژ: خسرو خسروشاهی                                                    |
|                                            | ۱۹۷۳         | هنری فوندا                                        | چهارشنبهٔ خاکستر                      |                                                                               |
| دون آنجلو دیمورا                           | ۱۹۷۳         | آنتونی کوئین                                      | دون مرده است                         |                                                                               |
| سرهنگ کاپلر                                | ۱۹۷۳         | ریچارد برتون                                      | کشتار در رُم                          |                                                                               |
|                                            | ۱۹۷۴         | ریچارد برتون                                      | برخورد کوتاه                         |                                                                               |
| فرانکی پنتانجلی                            | ۱۹۷۴         | مایکل وی. گازو                                    | پدرخوانده: قسمت دوم                  | مدیر دوبلاژ: خسرو خسروشاهی                                                    |
|                                            | ۱۹۷۴         | آنتونی کوئین جیمز میسون                           | قرارداد مارسی                        |                                                                               |
| درسو اوزالا                                | ۱۹۷۵         | ماکسیم مونزوک                                     | درسو اوزالا                          | مدیر دوبلاژ: منوچهر اسماعیلی                                                  |
|                                            | ۱۹۷۵         | مارچلو ماسترویانی                                 | معشوقهٔ گنگستر                        |                                                                               |
|                                            | ۱۹۷۵         | ایو مونتان                                        | وحشی                                 | در ایران: وحشی و زیبا                                                         |
| آرماندو پونزیانی                           | ۱۹۷۶         | رنتسو مونتانیانی                                  | منشی خصوصی پدرم                      | در ایران: منشی مخصوص من                                                       |
|                                            | ۱۹۷۶         | آنتونی کوئین                                      | ارثیهٔ فرامونتی                       |                                                                               |
| حمزه                                       | ۱۹۷۶         | آنتونی کوئین                                      | محمد رسول‌الله                        | مدیر دوبلاژ: منوچهر اسماعیلی                                                  |
| عیسی مسیح نیکودموس قیافا پونتیوس پیلاطس    | ۱۹۷۷         | رابرت پاول لارنس اولیویه آنتونی کوئین راد استایگر | عیسی ناصری                           | در ایران: عیسی بن مریم مدیر دوبلاژ: منوچهر اسماعیلی                           |
| جوزف منگل ازرا لیبرمن                      | ۱۹۷۸         | گریگوری پک لارنس اولیویه                          | پسران برزیل                          | در ایران: توطئه در پاراگوئه                                                   |
|                                            | ۱۹۷۸         | آنتونی کوئین                                      | فرزندان سانچز                        |                                                                               |
|                                            | ۱۹۷۸         | چارلتون هستون                                     | گری لیدی غرق شد                      | در ایران: وحشت در اقیانوس آرام                                                |
| چَنس (باغبان)                               | ۱۹۷۹         | پیتر سلرز                                         | حضور                                 |                                                                               |
| کاپیتان رابرت هچ                           | ۱۹۸۱         | سیلوستر استالونه                                  | فرار به سوی پیروزی                   | یکی دوبله‌ها                                                                   |
|                                            | ۱۹۸۱         | آنتونی کوئین                                      | سمندر                                |                                                                               |
| راکی                                       | ۱۹۸۲         | سیلوستر استالونه                                  | راکی ۳                               | دوبله اول                                                                     |
| رمبو                                       | ۱۹۸۲         | سیلوستر استالونه                                  | نخستین خون                           | تنها دوبله                                                                    |
| اشوینی کومار                               | ۱۹۸۲         | دیلیپ کومار                                       | قانون                                | مدیر دوبلاژ: خسرو خسروشاهی                                                    |
| ژان والژان                                 | ۱۹۸۲         | لینو ونتورا                                       | بینوایان                             | مجموعهٔ تلویزیونی                                                              |
| ژرژ دانتون                                 | ۱۹۸۳         | ژرار دوپاردیو                                     | دانتون                               | مدیر دوبلاژ: محمود قنبری                                                      |
| روپرت پاپکین                               | ۱۹۸۳         | رابرت پاول                                        | سلطان کمدی                           |                                                                               |
| آندره (شاعر روس)                           | ۱۹۸۳         | اولگ یانکوفسکی                                    | نوستالگیا                            | مدیر دوبلاژ: خسرو خسروشاهی                                                    |
| گادبال                                     | ۱۹۸۴         | الک گینس                                          | گذرگاهی به هند                       |                                                                               |
| وینود کومار                                | ۱۹۸۴         | دیلیپ کومار                                       | مشعل                                 |                                                                               |
| David Ferrie                               | ۱۹۹۱         | Joe pesci                                         | جی‌اف‌کی                               | مدیر دوبلاژ: خسرو خسروشاهی                                                    |
| بیلی فورد                                  | ۱۹۹۵         | مورگان فریمن                                      | شیوع                                 |                                                                               |
| نیل مک‌کالی                                 | ۱۹۹۵         | رابرت دنیرو                                       | مخمصه                                | دوبله تلویزیونی مدیر دوبلاژ: خسرو خسروشاهی                                    |
| کارآگاه ستوان ویلیام سامرست                | ۱۹۹۵         | مورگان فریمن                                      | هفت                                  | مدیر دوبلاژ: جلال مقامی                                                       |
| نیکلاس ون اورتون                           | ۱۹۹۷         | مایکل داگلاس                                      | بازی                                 | مدیر دوبلاژ: خسرو خسروشاهی                                                    |
| ادموند دانتس                               | ۱۹۹۸         | ژرار دوپاردیو                                     | کُنت مونت کریستو                      | مینی‌سریال مدیر دوبلاژ: زهره شکوفنده                                           |
| جان کافی                                   | ۱۹۹۹         | مایکل کلارک دانکن                                 | مسیر سبز                             | مدیر دوبلاژ: خسرو خسروشاهی                                                    |
| یاشوردهن ریچاند                            | ۲۰۰۱         | آمیتاب باچان                                      | گاهی شادی گاهی غم                    | مدیر دوبلاژ: سعید مظفری                                                       |
| شیلوک                                      | ۲۰۰۴         | آل پاچینو                                         | تاجر ونیزی                           | مدیر دوبلاژ: خسرو خسروشاهی                                                    |
| چارلز                                      | ۲۰۰۴         | داستین هافمن                                      | در جستجوی ناکجاآباد                  | مدیر دوبلاژ: خسرو خسروشاهی                                                    |
| توبین کلر                                  | ۲۰۰۵         | شان پن                                            | مترجم                                | مدیر دوبلاژ: محمود قنبری                                                      |
| جوکر                                       | ۲۰۰۸         | هیث لجر                                           | شوالیهٔ تاریکی                        |                                                                               |
| موفاسا                                     | ۲۰۱۹         |                                                   | شیرشاه                               | پویانمایی رایانه‌ای                                                            |
| رمبو                                       | ۲۰۱۹         | سیلوستر استالونه                                  | رمبو: آخرین خون                      | مدیر دوبلاژ: علیرضا باشکندی                                                   |

| نقش                                                | بازیگر                                                 | فیلم             | سال تولید، کارگردان - سرپرست گویندگان                |
| -------------------------------------------------- | ------------------------------------------------------ | ---------------- | ---------------------------------------------------- |
| جمال                                               | آرمان                                                  | ضربت             | ۱۳۴۳، ساموئل خاچیکیان - منوچهر اسماعیلی              |
| حسن کچل                                            | پرویز صیاد                                             | حسن کچل          | ۱۳۴۸، علی حاتمی - منوچهر اسماعیلی                    |
| قیصر خان دایی                                      | بهروز وثوقی جمشید مشایخی                               | قیصر             | ۱۳۴۸، مسعود کیمیایی - منوچهر اسماعیلی                |
| سهراب                                              | بهروز وثوقی                                            | پنجره            | ۱۳۴۹، جلال مقدم                                      |
| رضا موتوری                                         | بهروز وثوقی                                            | رضا موتوری       | ۱۳۴۹، مسعود کیمیایی                                  |
| رشید                                               | بهروز وثوقی                                            | رشید             | ۱۳۵۰، پرویز نوری - منوچهر اسماعیلی                   |
| داش آکل                                            | بهروز وثوقی                                            | داش‌آکل           | ۱۳۵۰، مسعود کیمیایی - ابوالحسن تهامی                 |
| بلوچ                                               | بهروز وثوقی                                            | بلوچ             | ۱۳۵۱، مسعود کیمیایی                                  |
| اِسی                                                | مرتضی عقیلی                                            | تُپُلی             | ۱۳۵۱، رضا میرلوحی - سرپرست گویندگان: منوچهر اسماعیلی |
| خاوری                                              | پرویز صیاد                                             | خواستگار         | ۱۳۵۱، علی حاتمی - منوچهر اسماعیلی                    |
| آقای حکمتی                                         | پرویز فنی‌زاده                                          | رگبار            | ۱۳۵۱، بهرام بیضایی - ابوالحسن تهامی                  |
| علی خوش‌دست اکبر                                    | سعید راد عنایت‌الله بخشی                                | تنگنا            | ۱۳۵۲، امیر نادری - منوچهر اسماعیلی                   |
| صالح                                               | بهروز وثوقی                                            | خاک              | ۱۳۵۲، مسعود کیمیایی                                  |
| کارگر نقاش ساختمان                                 | بهروز وثوقی                                            | نفرین            | ۱۳۵۲، ناصر تقوایی - سعید مظفری                       |
| محمد غیاثی                                         | پرویز صیاد                                             | مسلخ             | ۱۳۵۳، هادی صابر - منوچهر اسماعیلی                    |
| مرد تنها (راوی)                                    | پرویز فنی‌زاده                                          | بوف کور          | ۱۳۵۴، کیومرث درم‌بخش - سعید شرافت                     |
| شازده اسدالله میرزا                                | پرویز صیاد                                             | دایی‌جان ناپلئون  | مجموعهٔ تلویزیونی، ۱۳۵۵، ناصر تقوایی - احمد رسول‌زاده  |
| آقا مرتضی                                          | پرویز فنی‌زاده                                          | شام آخر          | ۱۳۵۵، شهیار قنبری - منوچهر اسماعیلی                  |
| حجت                                                | محمدعلی فردین                                          | غزل              | ۱۳۵۵، مسعود کیمیایی - منوچهر اسماعیلی                |
| عسگر                                               | منوچهر احمدی                                           | این گروه محکومین | ۱۳۵۶، هادی صابر - منوچهر اسماعیلی                    |
| مجید ظروفچی                                        | بهروز وثوقی                                            | سوته‌دلان         | ۱۳۵۶، علی حاتمی - ناصر طهماسب                        |
| عزت                                                | داریوش                                                 | فریاد زیر آب     | ۱۳۵۶، سیروس الوند                                    |
| رضا تفنگچی-خوشنویس خان مظفر شعبان استخونی عمو نشاط | جمشید مشایخی عزت‌الله انتظامی محمدعلی کشاورز جمشید لایق | هزاردستان        | مجموعهٔ تلویزیونی، ۱۳۵۸–۱۳۶۶، علی حاتمی - علی کسمایی  |
| مهدی                                               | مهدی فخیم‌زاده                                          | میراث من جنون    | ۱۳۶۰، مهدی فخیم‌زاده                                  |
| امانی                                              | سعید راد                                               | خط قرمز          | ۱۳۶۱، مسعود کیمیایی                                  |
| کمال‌الملک ناصرالدین شاه                            | جمشید مشایخی عزت‌الله انتظامی                           | کمال‌الملک        | ۱۳۶۲، علی حاتمی - ناصر طهماسب                        |
| زینال بندری                                        | جمشید هاشم‌پور                                          | تاراج            | ۱۳۶۳، ایرج قادری-منوچهر اسماعیلی                     |
| رئیس تشکیلات                                       | محمد کاسبی                                             | بایکوت           | ۱۳۶۴، محسن مخملباف - منوچهر اسماعیلی                 |
| بازپرس جلالی                                       | فرامرز صدیقی - جلال پیشواییان                          | تیغ و ابریشم     | ۱۳۶۴، مسعود کیمیایی - خسرو خسروشاهی                  |
| آقای کاظمی                                         | جمشید مشایخی                                           | پاییز صحرا       | مجموعهٔ تلویزیونی، ۱۳۶۴، اسدالله نیک‌نژاد              |
| ناخدا خورشید                                       | داریوش ارجمند                                          | ناخدا خورشید     | ۱۳۶۵، ناصر تقوایی - منوچهر اسماعیلی                  |
| نوری میرزا محسن دندانپزشک یهودی                    | هادی اسلامی جمشید مشایخی جلال مقدم                     | سرب              | ۱۳۶۷، مسعود کیمیایی - خسرو خسروشاهی                  |
| محمد ابراهیم غلامرضا جمال                          | محمدعلی کشاورز اکبر عبدی جمشید هاشم‌پور                 | مادر             | ۱۳۶۸، علی حاتمی - ناصر طهماسب                        |
| مالک اشتر شیخ عبدالله بن مسعود                     | داریوش ارجمند جمشید مشایخی                             | امام علی         | ۱۳۷۰–۱۳۷۵، داوود میرباقری - بهرام زند                |
| ماکسی‌میلیان                                        | جعفر دهقان                                             | مردان آنجلس      | مجموعهٔ تلویزیونی، ۱۳۷۵، فرج‌الله سلحشور - بهرام زند   |
| هیرودیس                                            | جعفر دهقان                                             | مریم مقدس        | ۱۳۷۹، شهریار بحرانی - خسرو خسروشاهی                  |
| رضا سرچشمه                                         | پولاد کیمیایی                                          | جرم              | ۱۳۸۹، مسعود کیمیایی - خسرو خسروشاهی                  |
| حضرت ابراهیم                                       | محمد صادقی                                             | ابراهیم خلیل‌الله | ۱۳۸۴،محمدرضا ورزی-ناصر طهماسب                        |
| سرپرست گویندگان                                    |                                                        | مرگ نامهء سهراب  | ۱۳۹۶، سرپرست گویندگان                                |

### سایر
- صدای معروف بیک ایمانوردی
- مجموعه تلویزیونی ستوان کلمبو با بازی پیتر فالک
- سریال کنت دمونت کریستو به جای ادموند دانتس (ژرارد دی پاردیو)
- سریال مستند لئوناردو به جای لئوناردو داوینچی (فیلیپ لروآ)
- هزاردستان اثر علی حاتمی - صداهای خان مظفر (بازی عزت‌الله انتظامی)، شعبان بی‌مخ یا شعبون استخونی (بازی محمدعلی کشاورز)، رضا تفنگچی (بازی جمشید مشایخی) و عمو نشاط (بازی جمشید لایق)
- صدای مالک اشتر (با بازی داریوش ارجمند) و در سریال تلویزیونی امام علی داوود میرباقری
- صدای جمشید آریا و محمدعلی کشاورز و اکبر عبدی در فیلم مادر ساخته علی حاتمی
- صدای ریچارد هریس در «کرامول»
- صدای درک بوگارد در پیشخدمت
- صدای گریگوری پک در پرونده پارادین
- صدای هولی مارتینز در فیلم مرد سوم با بازی جوزف کاتن ساخته کارول رید
- نقشهای اسدالله میرزا (با بازی پرویز صیاد)، خمیرگیر تافتونی در سریال دائی‌جان ناپلئون
- صدای نقشهای بهروز وثوقی در فیلمهای داش آکل و قیصر و رضا موتوری و خاک ساخته مسعود کیمیایی و همچنین سوته‌دلان ساخته علی حاتمی
- صدای‌نقش‌های پهلوان خلیل و پهلوان جواد در سریال پهلوانان نمی‌میرند با بازی جمشید مشایخی و حمید مظفری